# Radni logor Valpovo
Radni logor Valpovo (njemački: Arbeitslager Walpau) je bio logor osnovan od strane komunističkog režima u Jugoslaviji za Nijemce i Austrijanace u razdoblju nakon Drugog svjetskog rata. Logor je fukcionirao od 1945. do 1946. godine. Radni logor Valpovo osnovan je na prostoru između stare valpovačke ciglane i sajmišta gdje su otprije bile barake njemačke Radne službe “Arbeitsdienst” i bio je ograđen visokom bodljikavom žicom i stražarskim kulama.
Nijemcima i Austrijancima s područja Hrvatske kolektivno je pripisana krivnja za nacističke zločine. S padom Nezavisne Države Hrvatska u svibnju 1945. godine, kampovi za hrvatske Nijemce su formirani u Valpovu, Josipovcu i Krndiji.
Valpovački radni logor osnovan je svibnja 1945. kao sabirni logor za preostale pripadnike njemačke manjine s područja istočne Slavonije i Baranje, pretežito za Nijemce Osijeka, Vinkovaca, Našica, Valpova i okolice. Bio je najveći logor za Folksdojčere u Hrvatskoj. Nalazio se je između stare valpovačke ciglane i sajmišta iza kapelice sv. Roka.  Raspušten je u svibnju 1946. godine.:71.
Tri tisuće ljudi sprovedeno je kroz logor. Od svibnja 1945. do travnja 1946. godine, kroz logor je prošlo oko 3.000 žena, djece i staraca njemačke nacionalne manjine, službeno je evidentirano 1076 žrtava toga logora, ali se procjenjuje da ih je bilo još nekoliko stotina. Zatvorenici su umirali od gladi i tifusa, među ostalim čimbenicima u otežanim uvjetima života.
U logoru nije bilo masovnih ubijanja niti okrutnosti prema zatočenicima. Jedino je jedan zatočenik koji je pokušao pobjeći ubijen drugima za primjer. Kazne su bile fizički poslovi. Često se zbivalo da se nije sprovodilo zapovjednikove zapovijedi, ili ih se sprovelo u blažem obliku. Događalo se da su stražari pomagali logorašima unijeti hranu i potrepštine. U logoru je postojala dvostruka zapovjedna linija: logorski komesar i logorski zapovjednik. Ipak, logorsko osoblje je zaprav vodilo logor. Činili su ga sami logoraši. Po obrascu iz drugih komunističkih logora, zbog malih osobnih privilegija bili su spremni mučiti ostale zatvorenike i u tome prerevni.:72.
No vrlo loši životni uvjeti odnijeli su živote više od 1000 Folksdojčera. Hrana je bila slaba, a jelovnik su ispunjali gusti grah ili juha s brašnom,  ponekad tjesteninom,  bez soli i mali komadić kruha. Osobnu higijenu nije se moglo dovoljno održavati. Lijekovi i liječnička pomoć stalno su manjkali. Zatočenici su bili prisiljeni raditi naporne fizičke poslove po svakom vremenu. Zbog toga je bila visoka smrtnost u logoru. Dnevno je umiralo od 5 do 10 osoba. Oslabljele organizme logoraša oslikava činjenica da rane nisu zacjelivale. Ni obične ogrebotine nisu zarastale nego su se širile. Uskoro su izbile zaraze kao dizenterija, difterija, šarlah i tifus pjegavac, koji su najčešće pogađali djecu i starije osobe. Epidemija tifusa pjegavca harala je logorom od jeseni i zime 1945. godine, a prenosile su ga uši. Zimi 1946. epidemija je bila zastrašujuća, pa je u siječnju, veljači i ožujku umrlo:72. 766 logoraša. Intervencija sanitarne ekipe na proljeće 1946. i ugradnja tuševa s toplom vodom u jednoj baraci učinila je da je tifus postupno nestao. Broj logoraša bio je stalan zbog stalna dotoka Folksdojčera. U više su valova dopremljeni Folksdojčeri koji su pretkraj rata izbjegli u Njemačku i Austriji, a nakon rata se vratili u domovinu, nadajući se da će stvari biti onakve kakve su bile kad su otišli. No, bili su zarobljeni, uhićeni, opljačkani i otpremljeni u Valpovo ili druge logore. Tijekom internacije u logoru radno sposobni logoraši većinom su bili korišteni kao besplatna radna snaga na poljoprivrednim dobrima i u različitim poduzećima. Premda im to nije bilo plaćeno, za mnoge je to bio spas jer su na mjestima prisilnog rada normalno se hranili, mogli su ponijeti nešto djeci, a zbog smanjene stege neki su i pobjegli.:73.
Godine 2003. podignut je spomenik žrtvama logora. Otkrivanju su prisustvovali predstavnici njemačke manjine u Hrvatskoj, gradonačelnik Valpova i đakovački biskup Marin Srakić.